# Stylochus zebra
Stylochus zebra är en plattmaskart. Stylochus zebra ingår i släktet Stylochus och familjen Stylochidae. Inga underarter finns listade i Catalogue of Life.